# Eupalamus lamentator
Eupalamus lamentator är en stekelart som först beskrevs av Carl Peter Thunberg 1822.  Eupalamus lamentator ingår i släktet Eupalamus och familjen brokparasitsteklar. Arten är reproducerande i Sverige. Inga underarter finns listade i Catalogue of Life.